# 北炭生
北炭 生（きたずみ せい、本名非公表。1951年10月13日 - ）は、日本のフォークシンガー、ラジオパーソナリティ。
北海道美唄市出身。名前の由来は「北海道の炭鉱町で生まれ育った」から。

## 来歴
炭鉱夫であった父のもとで育ち、北海道美唄尚栄高等学校卒業後上京。大学の資金を貯める目的でレンズ工場で働くが退職し、キャンプ道具を背負い返還前の沖縄へと向かった。そこで『沖縄フォーク村』に参加し、1972年7月25日に、コンピレーション・アルバム『唄の市 沖縄フォーク村』を発表後再び上京し、3年のブランクを経て1975年にエレックレコードから1stアルバム『ひびわれた鏡』をリリース。デビュー当初は"第二の陽水・たくろう"と騒がれた。
その後、1stシングル「生きていようよね」、2ndアルバム『青春への挽歌』をリリースしたが、1976年にテイチクレコードへ移籍。2ndシングル「こがらし」を発表した。
その後、テレビドラマ『八甲田山』の主題歌である「夢追い人」や、ラジオ番組『たむたむたいむ』パーソナリティをかぜ耕士の後任として務めた。
1981年にCBSソニーに移籍し、6thシングル「夜明けのララバイ」をリリースしたが、その後目立った活動は行っていない。

## ディスコグラフィ

### シングル
| 発売日           | 面               | タイトル             | 作詞             | 作曲             | 編曲              | 規格             | 規格品番         |
| エレックレコード | エレックレコード | エレックレコード     | エレックレコード | エレックレコード | エレックレコード  | エレックレコード | エレックレコード |
| ---------------- | ---------------- | -------------------- | ---------------- | ---------------- | ----------------- | ---------------- | ---------------- |
| 1975年11月       | A                | 生きていようよね     | 北炭生           | 北炭生           |                   | EP               | EB-1043          |
| 1975年11月       | B                | ふるさとへの手紙     | 北炭生           | 北炭生           |                   | EP               | EB-1043          |
| テイチクレコード |                  |                      |                  |                  |                   |                  |                  |
| 1976年12月20日   | A                | こがらし             | 桐村杏子         | 北炭生           | 川上了 馬飼野康二 | EP               | RS-43            |
| 1976年12月20日   | B                | 衣替え               | 北炭生           | 北炭生           | 川上了            | EP               | RS-43            |
| 1977年9月25日    | A                | ページ99             | 中村行延         | 堀内孝雄         | 馬飼野康二        | EP               | RS-86            |
| 1977年9月25日    | B                | すきま風             | 北炭生           | 北炭生           | 馬飼野康二        | EP               | RS-86            |
| 1977年           | A                | 夢追い人             | たかたかし       | 池辺晋一郎       | 萩田光雄          | EP               | RS-121           |
| 1977年           | B                | 寝た子を起こす子守唄 | 阿木燿子         | 宇崎竜童         | 萩田光雄          | EP               | RS-121           |
| 1977年           | A                | あのひとはやってくる | 伊藤アキラ       | 北炭生           | 戸塚修            | EP               | RS-140           |
| 1977年           | B                | 明日が見えたら       | 北炭生           | 北炭生           | 川村栄二          | EP               | RS-140           |
| CBSソニー        |                  |                      |                  |                  |                   |                  |                  |
| 1981年           | A                | 夜明けのララバイ     | 岡本おさみ       | 北炭生           | 若草恵            | EP               | 07SH979          |
| 1981年           | B                | おくり火             | 北炭生           | 山本達夫         | 馬飼野康二        | EP               | 07SH979          |

### アルバム

#### オリジナル・アルバム
| 発売日           | タイトル         | 収録曲 | 規格             | 規格品番         |
| エレックレコード | エレックレコード | エレックレコード | エレックレコード | エレックレコード |
| ---------------- | ---------------- | --- | ---------------- | ---------------- |
| 1975年7月1日     | ひびわれた鏡     | A面 1. 都会 2. 変化 3. 北からの唄 4. 生きていようね 5. 雨 6. 唄にならない親父の唄 7. ヨイトマケの唄 B面 1. 昭和二桁子守歌 2. ひねくれ唄 3. 生きていようね 4. こんなはずじゃなかった 5. 生きていようね 6. 僕らの人生 7. 一日の終りに | LP               | ELEC-5           |
| 1976年3月25日    | 青春への挽歌     | A面 1. 青春への挽歌 2. さすらい志願 3. ふるさとへの手紙 4. こがらし 5. さよならの重さ 6. 衣替え B面 1. 居酒屋酔唄 2. 愛でしょうか 3. 西窓 4. つぶやき 5. 十二月 6. 道程                                                             | LP               | ELEC-12          |
| テイチクレコード |                  | |                  |                  |
| 1977年           | 遙かなる旅立ち   | A面 1. 北からの唄 2. 変化 3. さすらい志願 4. こがらし 5. ふるさとへの手紙 6. 雨 B面 1. 一二月 2. 衣替え 3. さよならの重さ 4. あいでしょうか 5. 道程 6. 生きていようね                                                               | LP               | GM-2002          |
| 1977年10月25日   | ページ99         | A面 1. ページ99 2. おくり火 3. ひねくれ唄 4. 青春への挽歌 5. もどっておいで 6. すきま風 B面 1. 都会 2. ハモニカ長屋の夕暮れ 3. 居酒屋酔唄 4. 僕等の人生 5. ラスト・ソング                                                           | LP               | GM-2004          |

#### 参加作品
| 発売日 | 商品名                | 歌     | 楽曲               | 備考                                         |
| ------ | --------------------- | ------ | ------------------ | -------------------------------------------- |
| 1972年 | 唄の市 沖縄フォーク村 | 北炭生 | 「生きていようね」 | 沖縄フォーク村のコンピレーション・アルバム。 |
| 1973年 | 闘争の詩              | 北炭生 | 「生きていようね」 |                                              |

### タイアップ一覧
| 曲名                 | タイアップ                                   | 収録作品                         |
| -------------------- | -------------------------------------------- | -------------------------------- |
| 夢追い人             | TBS系TVドラマ『八甲田山』主題歌              | シングル「寝た子を起こす子守唄」 |
| あのひとはやってくる | 資生堂『バスボン石鹸 '78歳暮ギフト』CFソング | シングル「あのひとはやってくる」 |
| 明日が見えたら       | ニッポン放送『たむたむたいむ』テーマ曲       | シングル「あのひとはやってくる」 |

## ラジオ出演
- 北炭生のたむたむたいむ（1978年4月 - 1979年6月、ニッポン放送）